# Het verdwenen meisje
Het verdwenen meisje (oorspronkelijke Engelse titel: Vanishing Acts) is een roman uit 2005 van de Amerikaanse schrijfster Jodi Picoult.  De Nederlandse vertaling is van Harry Naus.  Het thema van het boek is de herinnering of het geheugen.
Elk van de tien delen van het boek wordt ingeleid met een citaat uit de literatuur over de herinnering. In elk deel wordt er enkele keren van perspectief gewisseld, dat wil zeggen dat de hoofdrolspelers om beurten aan het woord komen. Het gaat met name over het verhaal van Delia (in acht hoofdstukken), van Andrew, haar vader (in zes hoofdstukken), van Eric, haar jeugdvriend en partner (in zes hoofdstukken), van Fitz, een andere jeugdvriend (in vijf hoofdstukken) en van Elise, haar moeder (in één hoofdstuk). 

## Inhoud
Delia werkt bij de afdeling 'vermiste personen' van de politie in New Hampshire.  Zij en Eric hebben een dochtertje, Sophie, maar zij aarzelt met hem te trouwen omdat hij een alcoholprobleem heeft, dat hij weliswaar onder controle heeft.  Van het ene moment op het andere wordt haar vader, Andrew, gearresteerd op verdenking van ontvoering van een minderjarig kind.  Tot verrassing van iedereen geeft Andrew dat toe. Hij was, ver weg in Arizona, in een scheiding verwikkeld met zijn alcoholverslaafde vrouw, en na een weekend waarin hij de hoede over zijn vierjarige dochter had, heeft hij haar niet teruggebracht.  Vijfduizend kilometer oostwaarts heeft hij voor haar en voor zichzelf een nieuwe identiteit aangenomen.  Delia wist niet beter dan dat haar moeder verongelukt was en zij herinnert zich verder niets van haar vroegere leven.   
Andrew wordt uitgeleverd aan de justitie in Arizona.  Delia en haar dochter reizen hem achterna, ook Eric, die hem als advocaat gaat verdedigen, en Fitz, die als verslaggever voor een krant de zaak moet volgen. De ontmoeting van Delia met haar moeder Elise verloopt moeizaam. Elise is al die tijd (28 jaar) al samen met Victor. De openbare aanklager onthult dat Andrew nog veroordeeld is voor slagen en verwondingen aan Victor.  Ook in de gevangenis krijgen we een Andrew te zien die deelneemt aan gewelddadigheden, maar waarvan niet duidelijk is wat die met de hoofdlijn van het verhaal te maken hebben.   
Met de openbare zitting van het proces tegen Andrew herneemt het boek zijn spankracht. Wat zijn na 28 jaar de herinneringen van de getuigen nog waard?  Andrew beweert dat Victor zijn dochter misbruikte telkens als zijn vrouw buiten kennis was door de drank. Herinneringen komen boven;  de spanningen doen Eric terug naar de fles grijpen en drijven Delia in de armen van Fitz.  De rechtszaak eindigt met een vrijspraak.  Delia rijdt met haar dochter terug 5000 km oostwaarts, zoals zij 28 jaar eerder met haar vader deed. Zij herinnert zich eindelijk dat zij het was die zei: "asjeblief papa, breng me nog niet naar huis".